# Ermite de jardin

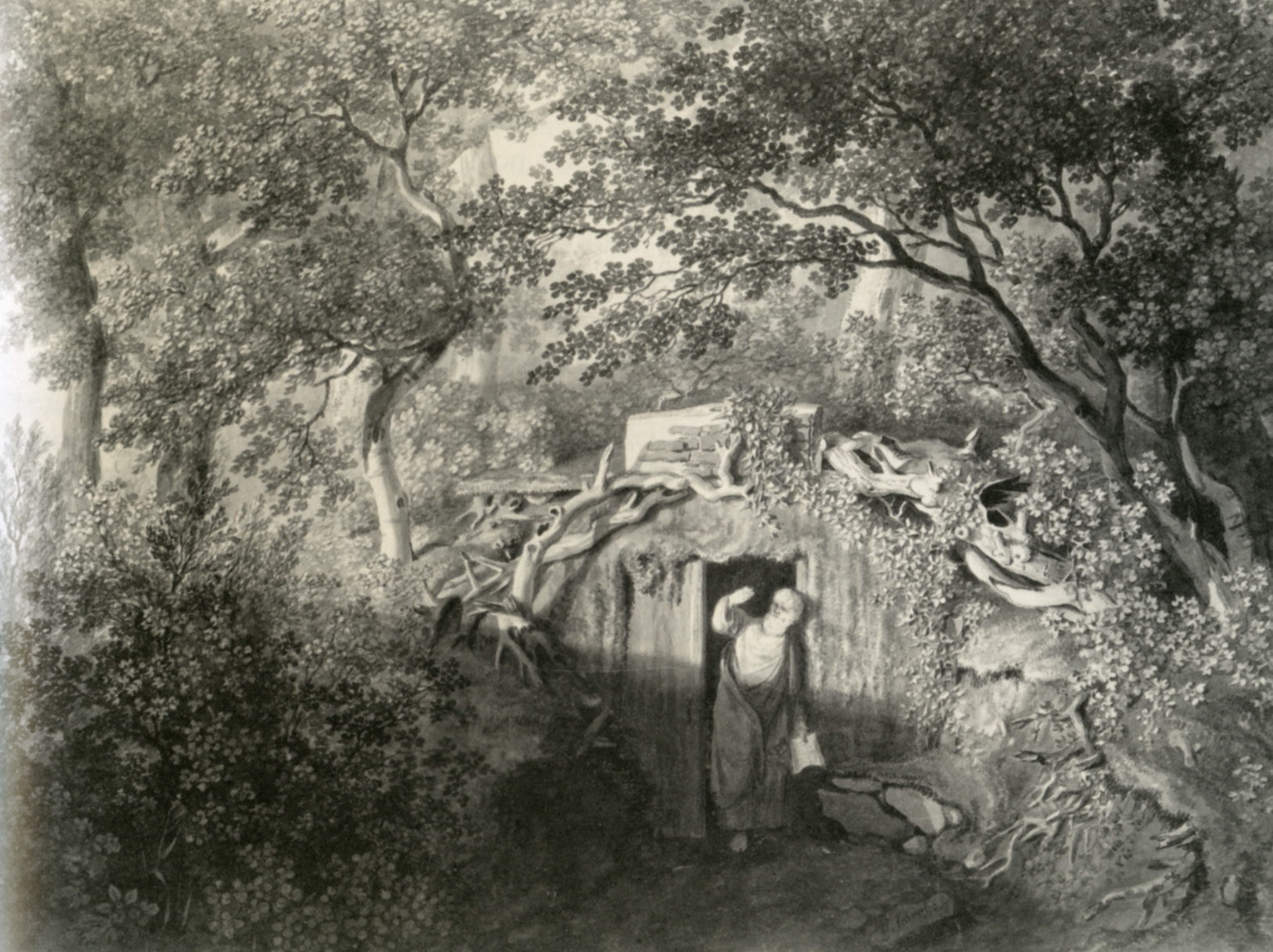
Représentation d'un ermite d'ornement en Allemagne à la fin du XVIIIe siècle

Un ermite de jardin ou ermite d'ornement est un ermite invité à s'installer dans un ermitage construit à cet effet, ou dans une fabrique de jardin, une grotte ou une rocaille chez un riche propriétaire foncier, principalement au cours du XVIIIe siècle. En échange du gîte et du couvert, ces ermites étaient incités à s'habiller comme des druides, à vivre dans l'espace qui leur était dévolu, à offrir des services de conseil ou de présence à des fins ludiques.

## Histoire
Gordon Campbell, enseignant à l'université de Leicester, indique que François de Paule fait partie des premiers ermites de jardin : au début du XVe siècle, il s'établit comme ermite dans une caverne, dans la propriété de son père. Par la suite, il devient confident et conseiller du roi Charles VIII. En France, les propriétés des ducs et d'autres membres de la noblesse comportaient souvent une petite chapelle ou d'autres bâtiments où pouvaient s'installer des ermites religieux. D'après Campbell, la première propriété hébergeant un ermitage célèbre (dont une petite maison, une chapelle et un jardin) est le Château de Gaillon, rénové par Charles Ier de Bourbon (archevêque de Rouen) au XVIe siècle.
Les ermites de jardins gagnent en popularité dans l'aristocratie britannique au XVIIIe siècle et au début du XIXe siècle. D'après des récits contemporains, la famille Weld-Blundell (en) assurait l'entretien d'un ermite d'ornement dans un ermitage construit à dessein au Lulworth Estate (en) (Dorset). Initiative également moderne à l'époque, la famille Weld avait aménagé une fausse fortification et un faux havre près d'un lac. Des ermites d'ornement ont été employés à Hawkstone Park (en) et à Painshill (en) ; dans le second cas, l'ermite engagé par le parlementaire Charles Hamilton (MP) (en) pour sept ans, sous des conditions strictes, n'est resté que trois semaines car il a été aperçu dans un pub local,.
La mode dure jusqu'aux années 1830 puis elle décline avec l'évolution des concepts sur le paysage.

## Principe
Même au XVIIIe siècle et au XIXe siècle, les ermites de jardin étaient une initiative moderne et originale. Au cours du XVIIIe siècle, les grottes deviennent un espace populaire de méditation, de relaxation et de réflexion. Face à l'industrialisation et aux nécessités de la production, un jardin où s'adonner à la méditation contemplative est considéré par certains comme un luxe. Le manque de temps libre personnel conjugué à l'augmentation des revenus conduit à l'aménagement d'un paysage en apparence « naturel » et à la culture néo-classique[pas clair], qui favorisent un environnement propice à l'installation d'un ermite de jardin en tant qu'élément de nouveauté.
Chez certains précurseurs de cette mode, l'ermite est simplement représenté ou symbolisé, plutôt qu'incarné : devant certaines fabriques de jardin ou certaines grottes se trouvaient une petite table, une chaise, des lunettes de lecture et un document présentant un texte classique pour laisser imaginer la présence d'un ermite vivant en ces lieux. Plus tard, ces symboles sont remplacés par de véritables ermites : des hommes embauchés uniquement pour vivre dans une installation modeste et jouant le rôle d'un ornement de jardin parmi d'autres. Le contrat pouvait prévoir que les ermites accepteraient de rencontrer des invités, de répondre aux questions et de proposer des conseils. Néanmoins, il arrivait aussi que les ermites ne parlent pas aux visiteurs et ne jouent que le rôle d'élément du décor. En échange de leurs services, les ermites étaient en général rétribués, nourris et logés,.

## Œuvres de fiction
La pièce de théâtre Arcadia de Tom Stoppard (1993) relate une enquête sur un ermite de jardin.